# 카메룬 축구 연맹
카메룬 축구 연맹(프랑스어: Fédération Camerounaise de Football, FECAFOOT)은 카메룬의 축구를 관리하는 기관이다.
2021년 12월 11일, 카메룬의 국가대표 공격수였던 사뮈엘 에토가 FECAFOOT의 회장으로 선출되었다.

## 역사
2022년 FIFA 월드컵 이후, 그 연맹은 많은 재정적인 어려움에 직면해 있다. camerounweb.com 사이트는 많은 미지급금과 일부 선수들의 연봉을 두 명씩 나누자는 제안을 보고한다.

## 같이 보기
- 카메룬 축구 국가대표팀
- 카메룬 여자 축구 국가대표팀